# Добжень
Добжень (пол. Dobrzeń, нім. Gutwohne) — село в Польщі, у гміні Доброшиці Олесницького повіту Нижньосілезького воєводства.
Населення — 796 осіб (2011).
У 1975-1998 роках село належало до Вроцлавського воєводства.

## Демографія
Демографічна структура станом на 31 березня 2011 року:
|          | Загалом | Допрацездатний вік | Працездатний вік | Постпрацездатний вік |
| -------- | ------- | ------------------ | ---------------- | -------------------- |
| Чоловіки | 425     | 101                | 295              | 29                   |
| Жінки    | 371     | 78                 | 230              | 63                   |
| Разом    | 796     | 179                | 525              | 92                   |